# Loudervielle
Loudervielle település Franciaországban, Hautes-Pyrénées megyében. Lakosainak száma 49 fő (2022. január 1.). Loudervielle Mont, Garin, Gouaux-de-Larboust, Portet-de-Luchon, Estarvielle, Germ és Loudenvielle községekkel határos.

## Népesség
A település népességének változása:
| Lakosok száma | 62   | 54   | 55   | 54   | 52   | 50   | 48   | 48   | 49   |
|               | 2013 | 2015 | 2016 | 2017 | 2018 | 2019 | 2020 | 2021 | 2022 |